# Wer die Erde liebt
Wer die Erde liebt ist ein Dokumentarfilm von defa futurum über die X. Weltfestspiele der Jugend und Studenten aus dem Jahr 1973 in Ost-Berlin. Der Filmtitel wurde einem Schlager von Frank Schöbel entlehnt, der im Film auch aufgeführt wird.

## Anlass
Die X. Weltfestspiele der Jugend und Studenten in Berlin waren ein Weltjugendfestival mit acht Millionen Besuchern und 25.600 Gästen aus 140 Staaten. Auf 95 Bühnen waren Beat- und Rockmusik und Lieder von Singeklubs zu hören. Die teilnehmenden Jugend- und Studierendenverbände waren überwiegend links, oft kommunistisch ausgerichtet.

## Inhalt
Er lebt allein durch seine eingefangenen Originaltöne der diskutierenden Jugendlichen, der musikalischen Beiträge und durch die eingefügten Vorträge und Reden. Er enthält keinerlei Kommentare. Gezeigt werden die Feiern, Zeremonien, Solidaritätszusammenkünfte und der Einmarsch der Jugendvereinigungen. Besondere Beachtung wird der  Begegnung der afroamerikanischen Kommunistin Angela Davis mit Günther Jahn, dem Ersten Sekretär des FDJ-Zentralrats, gewidmet.

## Preise
- 1974 Kunstpreis der DDR (Rainer Lindow im Kollektiv)